# Neubrück (Wendeburg)

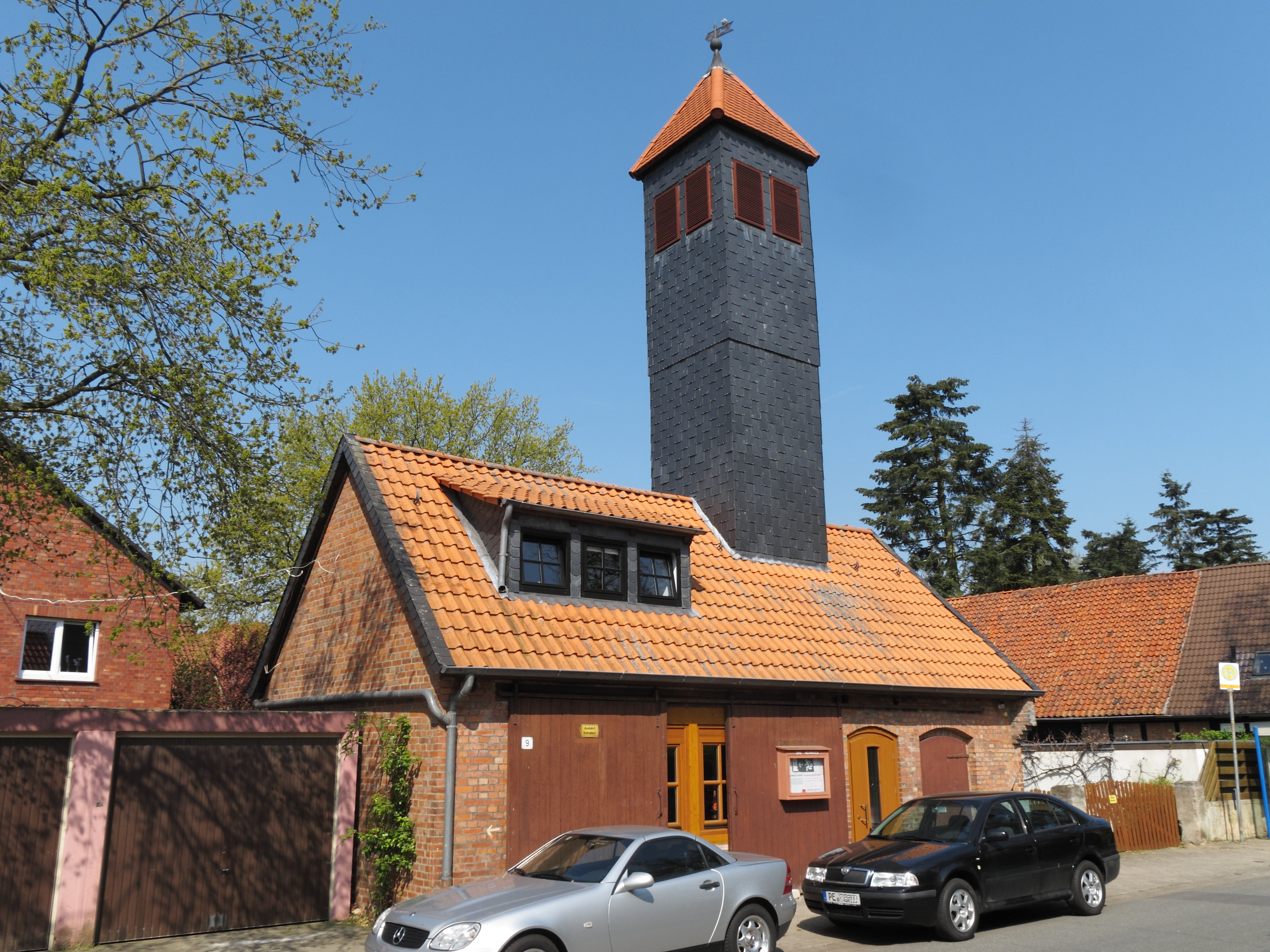
Ehemaliges Feuerwehrhaus

Neubrück ist ein Ortsteil der Gemeinde Wendeburg im Landkreis Peine in Niedersachsen.

## Geografie
Neubrück liegt ca. zehn Kilometer nordwestlich der Stadt Braunschweig am Flusslauf der Oker und ist größtenteils durch die Okerauen, die Landwirtschaft und die umliegenden Waldstücke (Barons Busch im Süden und Galgenkamp im Norden) geprägt. Es besteht genau genommen aus zwei Teilen: Ersehof und dem Dorf Neubrück. Die Siedlung Ersehof liegt an der Bundesstraße 214 und ist durch die Kreisstraße 66 mit dem etwa einen Kilometer entfernten Dorf verbunden. Auch das Dorf besteht aus zwei durch die Oker getrennten Teilen. Der westliche Teil grenzt direkt an Didderse.

## Geschichte
In der näheren Umgebung Neubrücks sind mehrere Wüstungen bekannt: Tide (flussaufwärts an der Oker gelegen) aus dem 8. Jahrhundert sowie Volkmarsdorf (nördlich des heutigen Ortes) aus dem 12. Jahrhundert. Die erste urkundliche Erwähnung datiert erst aus dem Jahr 1321, als die Burg Neubrück als Castrum Brugghe fertiggestellt war. Vermutlich wurde sie bei der Eroberung durch herzogliche Truppen 1492 zerstört. 1576, als Neubrück zum Mittelpunkt eines kleinen herzoglichen Amtes wurde, wird die Burg als wüst bezeichnet. Die in dem Merian-Stich sichtbaren Amtsgebäude waren Fachwerkgebäude, die erst mit dem Entstehen des Amtes errichtet worden waren. Wahrscheinlich wurden sie nach Auflösung des Amtes abgerissen.
Neubrück war lange Zeit Grenzstation des Landes bzw. Herzogtums Braunschweig und gehörte bis zur niedersächsischen Gebietsreform als eigenständige Gemeinde zum ehemaligen Landkreis Braunschweig. Am 1. März 1974 wurde Neubrück in die Gemeinde Wendeburg eingegliedert. Als Grenzstation, an der Reisende und Händler ihr Hab und Gut zu verzollen hatten, verfügte Neubrück über ein auf einer Okerinsel gelegenes Amtshaus mit Nebengebäuden („Schloß“ genannt), das aus der Burg Neubrück hervorging.

## Wappen
Eine goldene Holzbrücke mit zwei Brückenpfeilern unter einem goldenen Zinnenschildhaupt im blauen Feld „redet“ für den Ortsnamen, der 1378 als „Nygenbrugge“ belegt ist. In der Tat war der Okerübergang nebst einer schon 1576 als Zollstation für die Entstehung des Ortes wichtig. Die Zinnen symbolisieren die ehemalige Burg, die bereits 1321 als „Castrum Bruckhe“ – es gab bereits eine Brücke – bezeugt ist. Mindestens von 1557 bis 1796 war dort auch der Sitz des Gerichts bzw. des Amtes Neubrück. Die blau-gelben braunschweigischen Landes- und Landkreisfarben erinnern daran, dass Neubrück jahrhundertelang braunschweigisch war und bis 1974 eine selbständige Gemeinde im Landkreis Braunschweig bildete. Seither ist Neubrück ein Teil der Gemeinde-Wendeburg im Landkreis Peine. Das Wappen wurde am 26. Februar 1986 vom Ortsrat angenommen. Entwurf: Wilhelm Krieg.

## Politik

### Ortsrat
Der Ortsrat, der Neubrück vertritt, setzt sich aus sieben Mitgliedern zusammen. Die Ratsmitglieder werden durch eine Kommunalwahl für jeweils fünf Jahre gewählt.
Bei der Kommunalwahl 2021 ergab sich folgende Sitzverteilung:
| Ortsrat 2021Insgesamt 7 Sitze - SPD: 3 - Grüne: 1 - FDP: 1 - CDU: 1 - AfD: 1 |

### Ortsbürgermeister

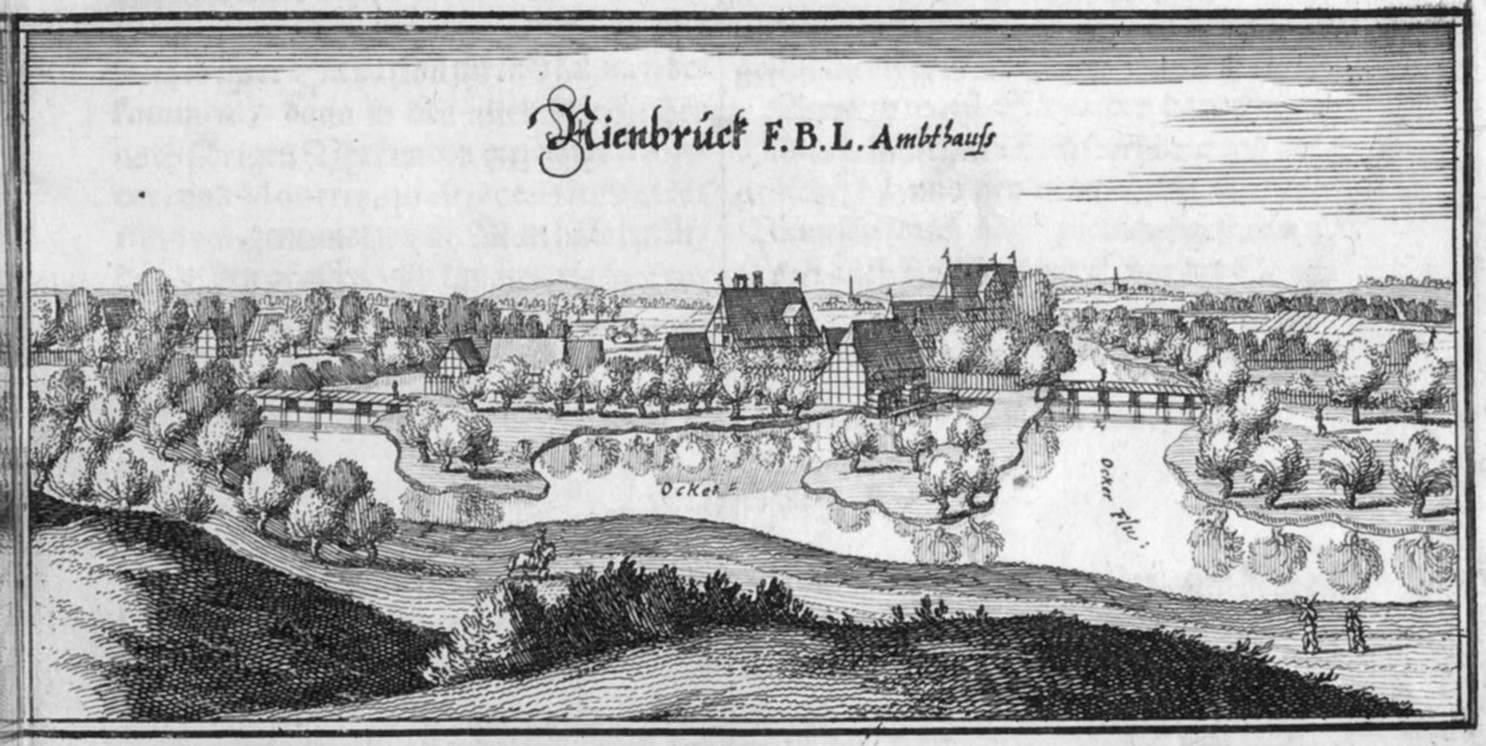
Neubrück (Nienbrück) um 1654/1658, Stich von Matthäus Merian

| Ortsbürgermeister seit 1974 | Ortsbürgermeister seit 1974 | Ortsbürgermeister seit 1974 |
| --------------------------- | --------------------------- | --------------------------- |
| 1974–1989                   | Ulrich Panten               | CDU                         |
| 1989–2000                   | Felix Krause                | CDU                         |
| 2000–2006                   | Christa Möllendorf-Kelp     | CDU                         |
| 2006–2021                   | Bernd Lippe                 | SPD                         |
| seit 2021                   | Barbara Schmidtke           | SPD                         |

## Vereinsleben
Es gibt die Freiwillige Feuerwehr und weitere ehrenamtlich tätige Organisationen, Vereine und Gruppen.

## Wirtschaft
Der Online-Blumenversandhandel „FloraPrima“ hat seinen Geschäftssitz in Neubrück.